# Можещин
Можещин (пол. Morzeszczyn, нім. Leutmannsdorf) — село в Польщі, у гміні Можещин Тчевського повіту Поморського воєводства.
Населення — 723 особи (2011).
У 1975-1998 роках село належало до Гданського воєводства.

## Демографія
Демографічна структура станом на 31 березня 2011 року:
|          | Загалом | Допрацездатний вік | Працездатний вік | Постпрацездатний вік |
| -------- | ------- | ------------------ | ---------------- | -------------------- |
| Чоловіки | 355     | 98                 | 239              | 18                   |
| Жінки    | 368     | 73                 | 250              | 45                   |
| Разом    | 723     | 171                | 489              | 63                   |